# Nord-Norge
Le Nord-Norge est l’une des cinq grandes régions géographiques (landsdel) de la Norvège. Il correspond au nord du pays, et comprend les comtés de Nordland, Troms et Finnmark.